# Nelly Enger
Nelly Enger (Lier, 28 juli 1873 – Lier, Østre Enger, circa 1955)  was een Noors componist, pianiste en muzieklerares.

## Achtergrond
Nelly Gustava Narvesdotter Enger groeide op op de boerderij Bærgarden Østre Enger binnen het gezin van Narve Trondsen Enger en Gunhild Rasmusdatter Svang. Ze kreeg haar opleiding van Astrid Johannessen en Agathe Backer-Grøndahl. In 1899 kreeg ze een studiebeurs. In 1900 verloofde ze zich met de filosoof Finn Udbye, maar of dat doorzette in een huwelijk is niet bekend. Tijdens de volkstelling van 1910 was ze woonachtig in Oslo, toen Christiania geheten. Vanaf 1913 was ze voor enige jaren aangesloten bij het Kristiania Musiklærerforening (KMLF).

## Werken
- Fire skizzer (Warmuth Musikforlag, 1903)
- opus 3: Skizzer, fire pianostykker (Menuet, Maisang, Ved stranden, Gammeldags)
- opus 4: Fire idyller for piano
- opus 6: Seks stykker for klaver
- opus 7: To pianostykker (Norsk musikforlag): Intermezzo en Mot host
- opus 9: Seks ganske lette pianostykker bestaande uit Dukkevalsen, Ole luköie, Såret fugl en Hoppe para, Mörkredd en Aftensol
- opus 11: Tre små klaverstykker
- Kurblik lind
- Bagateller: Seks små klaverstykker (1912, Oluf By)
- Menuet in G dur
- Fire småstykker for piano (Vuggevise, Vaarstemming, Scherzino en Sorgemarsch (Warmuth Musikforlag, 1897)
- Seks småstykker for klaver (o.a. Menuet, Vuggesang, Springvand) (1915)
- Små pianostykker (Menuet, Stemning, Liden vals, Romance) (1920, Norsk Musikforlag)